# EurepGAP
EurepGAP is een initiatief van een aantal Europese supermarktketens (onder andere Tesco, Delhaize, Albert Heijn, Laurus en Schuitema). Zij hebben basisrichtlijnen opgesteld voor "Goede Agrarische Productie" (GAP) van verse groenten en vers fruit. Deze staan bekend als de EurepGAP-richtlijnen.
Deze Europese supermarkten leggen het EurepGAP-protocol op als basisnorm met als doel het vertrouwen van de consument met betrekking tot voedselveiligheid te behouden. De norm zorgt voor een uniformering van voorschriften betreffende de teelt van producten. Na invoering beschikt een teler over een systeem om aan te tonen dat het product op een verantwoorde manier tot stand is gekomen. Deze internationale productiestandaard voor de teelt besteedt, naast voedselveiligheid, aandacht aan:
- Minimaliseren van milieuverontreiniging;
- Terugdringen van het gebruik van gewasbeschermingsmiddelen;
- Meer doelmatig gebruik van natuurlijke hulpbronnen;
- Goed omgaan met gezondheid, welzijn en veiligheid van het personeel;
- Behoud en verbetering van flora en fauna in de omgeving.

Dit wordt mede gerealiseerd door de registratie van gebruikte meststoffen en gewasbeschermingsmiddelen. De herkomst en de productiewijze van de producten zijn door deze registraties sneller te herleiden.
Het behalen van de EurepGAP-certificering neemt normaal gesproken twee tot vier maanden in beslag, afhankelijk van de inzet van desbetreffende teler.
In september 2007 werd de naam EurepGAP gewijzigd in GLOBALGAP. Hiertoe werd besloten om de steeds groter wordende internationale rol van "Goede Agrarische Productie" tussen retailers en hun leveranciers uit te dragen. De naam EurepGAP wordt echter wereldwijd nog alom toegepast.